# جيان باوليستا
جيان باوليستا (بالبرتغالية: Jean Paulista‏) (28 نوفمبر 1977 بسيرتاوزينيو في البرازيل - ) هو لاعب كرة قدم برازيلي في مركز الهجوم. لعب مع سبورتينغ براغا وفيسوا كراكوف ونادي أبويل ونادي أيك لارنكا ونادي فيتوريا سيتوبال ونادي كورينثيانز ونادي ديبورتيفو داس أيفيس ونادي مايا ‏ ونادي كورينثيانس ألاغوانو وإمورتال دسبورتيفو ‏ وEsporte Clube Taubaté ‏ ونادي فارنزي وPolonia Bytom ‏.

## وصلات خارجية
- جيان باوليستا على موقع الاتحاد الأوربي (الإنجليزية)
- جيان باوليستا على موقع قاعدة بيانات كرة القدم.إي يو (الإنجليزية)
- جيان باوليستا على موقع Soccerway.com (الإنجليزية)
- جيان باوليستا على موقع عالم كرة القدم.نت (الإنجليزية)